# BorWin1

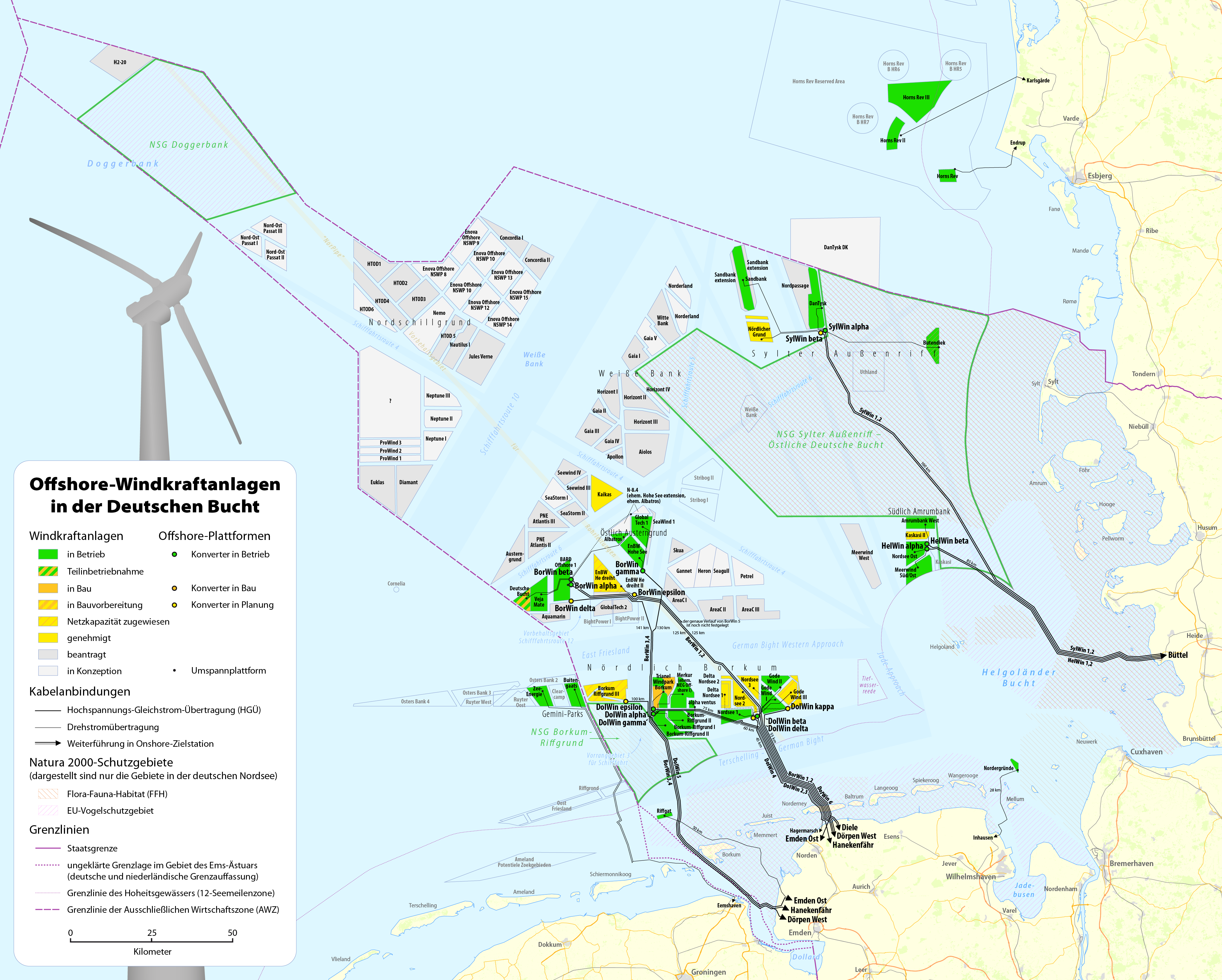
Carte des parcs maritimes éoliens dans la mer du Nord

BorWin1 est une liaison haute tension à courant continu reliant la plateforme BorWin Alpha en mer du Nord au réseau électrique allemand. Cette dernière plateforme collecte l'électricité de différents parcs maritimes éoliens. La liaison utilise la technologie à source de tension, dite VSC. Ses convertisseurs utilisent donc des IGBT. Elle utilise des câbles électriques en polyéthylène réticulé, dite XLPE, sur toute sa longueur qui est d'environ 200 km, soit 125 km sous-marin et 75 km souterrain. Sa puissance maximale est de 400 MW et sa tension de 150 kV. Le poste de Diele, situé près de Weener, relie la liaison au reste du réseau allemand. Elle a été construite par ABB et mise en service en 2009. Elle est exploitée par TenneT. 

## Choix du courant continu

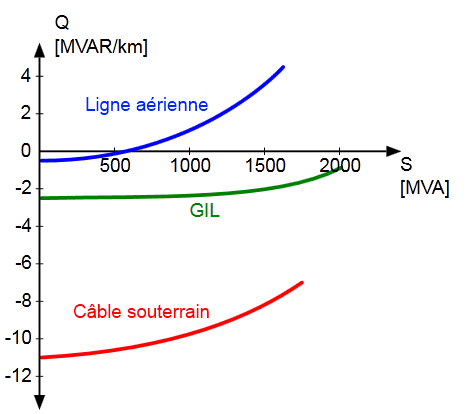
Consommation en puissance réactive Q par kilomètre de ligne aérienne 380 kV, de câble souterrain et pour un GIL en fonction de la puissance apparente transportée S et à 50 Hz. Une ligne en courant continu ne consomme pas de puissance réactive

La distance sous-marine à couvrir, plus de 130 km, justifie le choix d'une transmission à courant continu à la place du courant alternatif. En effet, au-delà d'une certaine distance,  60 à 80 km environ pour des liaisons souterraines ou sous-marines, l'importance du courant capacitif rend peu intéressant le transport d'électricité en courant alternatif. Les câbles AC ont en effet un comportement capacitif vis-à-vis de la terre. Leurs charges et décharges finissent par consommer l'intégralité du courant disponible. Autrement dit la puissance transportée par le câble devient intégralement réactive. Afin de réduire cet effet capacitif, on installe dans les liaisons classiques en courant alternatif des réactances de compensation, ce qui est coûteux.
Ce phénomène n'apparaît pour le courant continu que lors de la mise sous tension ou d'inversion de polarité (pour le VSC, il n'y a même pas d'inversion de polarité). En régime permanent, le courant étant continu, la capacité parasite du câble ne se charge ou décharge pas. Il n'y a donc aucune limite théorique existante, en matière de distance, pour l'HVDC.

## Topologie du réseau électrique
L'électricité produite par le parc éolien BARD 1 est acheminée à la plateforme BARD 1 au moyen de câble à courant alternatif de tension 36 kV. Elle y est portée à une tension nominale de 155 kV au moyen de transformateurs. Elle rejoint ensuite la plateforme BorWin Alpha grâce à un second câble en courant alternatif. L'électricité est ensuite convertie en courant continu et acheminée jusqu'au poste de Diele. 

## Historique
Le contrat est attribué en septembre 2007 à ABB pour une somme de 400 millions d'euros,,.
Le parc éolien Global Tech 1 doit être connecté à Borwin 2. Cependant les retards de construction de cette dernière liaison pousse à le connecter provisoirement à Borwin 1.
La plateforme est mise en service le 24 novembre 2009.

## Données techniques
| Mise en service                    | 2009            |
| Fabricant                          | ABB             |
| Tension nominale                   | +150 kV         |
| Puissance nominale                 | 400 MW          |
| Type de convertisseurs             | IGBT            |
| Refroidissement des convertisseurs | refroidis à air |

La tension alternative au poste de Diele est de 380 kV.
La technologie VSC est utilisée car elle nécessite moins d'espace que la technologie LCC et qu'elle ne nécessite pas de réseau fort, elle peut ainsi alimenter une source passive ou évacuer l'énergie provenant d'une centrale fonctionnant par intermittence, par exemple les éoliennes en mer.
Elle utilise la technologie VSC à deux niveaux, des filtres côté courant continu sont donc nécessaires.

### Plateforme Borwin Alpha
BorWin Alpha a été construite dans les chantiers navals Heerema à Flessingue, aux Pays-Bas et installée sur son lieu de fonctionnement entre mai et juin 2009. La hauteur totale de BorWin est de 82 mètres, dont 61 mètres pour le seul support qui utilise une structure en treillis. La plateforme en elle-même a une taille de 52 mètres par 35 par 22.
Le poids total de la plate-forme est d'environ 5 000 tonnes.

### Câbles
Les câbles électriques sont en polyéthylène réticulé, extrudé, et fabriqués par ABB. Ils ne contiennent donc pas d'huile. La partie sous-marine est divisée en deux : une longue section de 121 km et une courte longue de  8,4 km pour traverser la mer des Wadden, enfin la partie souterraine de 75 km. Les câbles sous-marin ont une section de cuivre de 1 200 mm2, leur diamètre total est de 98 mm et leur poids est de 29 kg/m. Ceux souterrain ont une section d'aluminium de 2 300 mm2, un diamètre de 96 mm et leur poids est de 11 kg/m. Le câble qui traverse la mer des Wadden a une section de cuivre de 1 600 mm2.

## Installation
Le câble a été installé par le navire Giulio Verne.
La plateforme a été placée sur son support grâce à une grue.

## Problèmes techniques
La liaison n'a pu être mise en service immédiatement car le parc éolien Bard 1 qui doit lui transmettre l'électricité n'était lui-même pas terminé.
Une maintenance prévue qui a dû être prolongée longuement à cause de tempêtes a causé une interruption de la liaison électrique du 17 octobre 2013 au 5 janvier 2014. Le 23 mars, un incendie se déclenche dans un banc de capacité et provoque un nouvel arrêt,.
Du 20 juin 2014 jusqu'à fin septembre, la plateforme est hors-tension. Tennet conjointement à ABB tentent de déceler le problème et mènent des tests sur l'installation. Ces incidents à répétition empêchent les parcs éoliens de produire de l'électricité, Tennet va donc certainement devoir dédommager les propriétaires des parcs éoliens.

## Installations similaires
Borwin 1 est la première liaison HVDC reliant des parcs éolioens en mer à la terre. Elle fait figure de pionnier en la matière et est suivie d'autres liaisons exploitées par Tennet. Ainsi, la plateforme Borwin Beta, distante de quelques mètres de Borwin Alpha, sert de poste à la ligne Borwin 2. Les plateformes Dolwin 1, Dolwin 2, Sylwin 1, Helwin 1 et Helwin 2 sont également similaires.